# Ягмур, Александр Дмитриевич
Ягмур Александр Дмитриевич (род. 12 января 1942, Сталинская область) — советский металлург, вальцовщик криворожского металлургического комбината «Криворожсталь» имени В. И. Ленина. Лауреат Государственной премии СССР (1988).

## Биография
Родился 12 января 1942 года на территории Донецкой области.
В 1960 году окончил Макеевский металлургический техникум.
С 1960 года — на металлургическом заводе «Криворожсталь»: вальцовщик на штрипсовом стане сортопрокатного цеха № 1 (СПЦ-1), с 1965 года — вальцовщик сортопрокатного цеха № 2 (СПЦ-2).
Член партийного бюро стана, председатель группы народного контроля, член Дзержинского райкома Компартии Украины в городе Кривой Рог.
Победитель соревнований, ударник пятилеток, новатор производства.

## Награды
- Орден Ленина;
- Орден Трудового Красного Знамени;
- Государственная премия СССР (1988);
- Почётный металлург СССР.

## Память
- Имя в Книге Трудовой Славы Днепропетровской области.